# Східносибірський економічний район

Східносибірський економічний район на мапі Росії

Східносибірський економічний район (рос. Восточно-Сибирский экономический район) — один з 11 економічних районів Росії.
Район складається з 6 суб'єктів:
1. Республіка Бурятія
2. Республіка Тива
3. Республіка Хакасія
4. Забайкальський край
5. Красноярський край
6. Іркутська область

## Економіка
Основні галузі спеціалізації: електроенергетика, паливна, чорна та кольорова металургії, хімічна і нафтохімічна, машинобудування та металообробка, лісова, деревообробна і целюлозно-паперова, будівельні матеріали, легка, харчова. Центр знаходиться у Красноярську.